# Eduardo Gonçalves de Andrade
Eduardo Gonçalves de Andrade, més conegut com a Tostão, (Belo Horizonte, 25 de gener de 1947) és un futbolista brasiler retirat de les dècades dels 60 i 70.

## Biografia

### Futbolista
La major part de la seva carrera la visqué al Cruzeiro Esporte Clube, amb breus parèntesis a América de Belo Horizonte i Vasco da Gama.
Fou màxim golejador del campionat mineiro tres cops consecutius des de 1966 i màxim golejador de tots els temps a Cruzeiro amb un total de 242 gols de lliga.
Fou campió al Mundial de 1970 amb Brasil. En aquest campionat marcà dos gols, del total de 32 marcats amb la selecció en un total de 54 partits. També participà en el Mundial d'Anglaterra 1966.
El 1969, després de ser colpejat a la cara per una pilota durant un partit contra el Sport Club Corinthians Paulista, va patir un despreniment de retina de la qual mai es va recuperar del tot. El seu fitxatge pel Vasco da Gama el 1972, significà un traspàs rècord en aquell moment al país. Tostão, però, es va veure obligat a retirar-se del futbol amb només 27 anys, després del ressorgiment dels seus problemes de vista.

### Comentarista
Un cop retirat com a futbolista, Tostão ha exercit com a comentarista d'aquest esport. El seu treball en aquest camp li ha valgut el reconeixement amb el Premi Internacional de Periodisme Manuel Vázquez Montalbán, en la categoria de Periodisme Esportiu, proclamat el 20 de desembre de 2014.

## Palmarès com a futbolista
- Copa del Món de futbol: 1970 - Brasil
- Taça Brasil: 1966 - Cruzeiro
- Campionat mineiro: 1965, 1966, 1967, 1968, 1969 - Cruzeiro
- Copa Roca: 1971 - Brasil
- Futbolista americà de l'any: 1971